# Parlament de la Comunitat germanòfona de Bèlgica

Bandera de la Comunitat Germanòfona de Bèlgica

Parlament de la Comunitat germanófona de Bèlgica (alemany Parlament der Deutschsprachigen Gemeinschaft, PDG) és l'assemblea legislativa de la Comunitat Germanòfona de Bèlgica amb seu a Eupen. El parlament està compost per 25 diputats escollits cada cinc anys.

## Història
Des d'octubre de 1973, la comunitat de parla alemanya gaudeix del seu propi Parlament, aleshores conegut com el Consell de Cultura de la Comunitat Alemanya (Rat der deutschen Kulturgemeinschaft). El 1973, els membres no eren escollis directament, però la distribució d'escons va ser determinada pels resultats de les eleccions legislatives belgues. No obstant això, el març de 1974, es van celebrar les primeres eleccions directes per al Consell Alemany de Cultura de la Comunitat. El nom del parlament es va canviar a Consell de la Comunitat Germanòfona (Rat der Deutschsprachigen Gemeinschaft), en 1984, i després novament pel de Parlament de la Comunitat Germanòfona el 2004. El seu president actual és Ludwig Siquet.

## Competències
Les tasques més importants d'aquest Parlament inclouen l'elecció i la supervisió del Govern de la Comunitat de parla alemanya, l'aprovació dels decrets per a la comunitat de parla alemanya i la preparació i aprovació del pressupost anual.

## Composició
| Període   | CSP | PFF | SP | PJU-PDB | Ecolo | SEP | Vivant | Coalició governant |
| --------- | --- | --- | -- | ------- | ----- | --- | ------ | ------------------ |
| 1973-1974 | 13  | 6   | 3  | 3       | 0     | 0   | 0      | 0                  |
| 1974-1977 | 12  | 4   | 3  | 6       | 0     | 0   | 0      | 0                  |
| 1977-1978 | 10  | 5   | 3  | 7       | 0     | 0   | 0      | 0                  |
| 1978-1981 | 11  | 4   | 3  | 7       | 0     | 0   | 0      | 0                  |
| 1981-1986 | 9   | 6   | 3  | 7       | 0     | 0   | 0      | CSP + PFF + SP     |
| 1986-1990 | 10  | 5   | 3  | 5       | 1     | 1   | 0      | CSP + PFF          |
| 1990-1995 | 8   | 5   | 4  | 4       | 4     | 0   | 0      | CSP + PFF + SP     |
| 1995-1999 | 10  | 5   | 4  | 3       | 3     | 0   | 0      | CSP + SP           |
| 1999-2004 | 9   | 6   | 4  | 3       | 3     | 0   | 0      | PFF + SP + ECOLO   |
| 2004-2009 | 8   | 5   | 5  | 3       | 2     | 0   | 2      | PFF + SP + PJU/PDB |